# Società Sportiva Matelica Calcio 1921
La Società Sportiva Matelica Calcio 1921 es un club de fútbol de Italia, con sede en Matelica, en las Marcas. Fue fundado en 1921 y refundado en varias ocasiones. Compite en la Eccellenza Marche, quinta categoría del fútbol italiano.

## Historia
Fue fundado en el año 1921 en la ciudad de Matelica de la provincia de Marche, donde en todo el siglo XX pasó como un equipo de categoría provincial e incluso en la primera década del siglo XXI.
Fue en el año 2013 que el club abandona las divisiones provinciales cuando consigue el ascenso a la Serie D por primera vez, liga en la que estuvo por siete temporadas hasta lograr el ascenso a la Serie C en la temporada 2019/20, lo que es la primera ocasión en la que el club jugará en una liga no aficionada.

## Palmarés

### Torneos nacionales
- Copa Italia Serie D (1): 2018-19

### Torneos interregionales
- Serie D (1): 2019-20 (Grupo F)

### Torneos regionales
- Eccellenza Marche (1): 2012-13
- Seconda Divisione (1): 1937-38 (Grupo C)
- Promozione Marche (2): 2011-12 (Grupo A), 2023-24 (Grupo B)
- Prima Categoria (6): 1970-71 (grupo A), 1972-73 (grupo A), 1990-91 (grupo C), 1998-99 (grupo C), 2010-11 (grupo C), 2021-22 (grupo C)
- Copa Italia Promozione Marche (1): 2011-12